# Роквуд (Мічиган)
Роквуд (англ. Rockwood) — місто (англ. city) в США, в окрузі Вейн штату Мічиган. Населення — 3240 осіб (2020).

## Географія
Роквуд розташований за координатами 42°4′13″ пн. ш. 83°14′30″ зх. д. / 42.07028° пн. ш. 83.24167° зх. д. (42.070344, -83.241746).  За даними Бюро перепису населення США в 2010 році місто мало площу 6,86 км², з яких 6,53 км² — суходіл та 0,33 км² — водойми.

## Демографія
Згідно з переписом 2010 року, у місті мешкало 3289 осіб у 1295 домогосподарствах у складі 900 родин. Густота населення становила 479 осіб/км².  Було 1387 помешкань (202/км²).
Расовий склад населення:
| - 94,6 % — білих - 1,7 % — чорних або афроамериканців - 0,9 % — корінних американців - 0,9 % — азіатів |

До двох чи більше рас належало 1,5 %. Частка іспаномовних становила 2,7 % від усіх жителів.
За віковим діапазоном населення розподілялося таким чином: 23,0 % — особи молодші 18 років, 65,0 % — особи у віці 18—64 років, 12,0 % — особи у віці 65 років та старші. Медіана віку мешканця становила 40,9 року. На 100 осіб жіночої статі у місті припадало 100,3 чоловіків;  на 100 жінок у віці від 18 років та старших — 102,8 чоловіків також старших 18 років.
Середній дохід на одне домашнє господарство  становив 66 648 доларів США (медіана — 51 250), а середній дохід на одну сім'ю — 77 907 доларів (медіана — 64 300). За межею бідності перебувало 9,5 % осіб, у тому числі 17,1 % дітей у віці до 18 років та 3,0 % осіб у віці 65 років та старших.
Цивільне працевлаштоване населення становило 1573 особи. Основні галузі зайнятості: виробництво — 27,0 %, освіта, охорона здоров'я та соціальна допомога — 17,0 %, транспорт — 8,7 %, науковці, спеціалісти, менеджери — 8,5 %.